# Paracoenobius
Paracoenobius is een geslacht van kevers uit de familie bladkevers (Chrysomelidae).
De wetenschappelijke naam van het geslacht werd in 1996 gepubliceerd door Lopatin.

## Soorten
- Paracoenobius gressitti Lopatin, 1996